# Bolan
Bolan (urdu بولان) – przełęcz w Pakistanie (Beludżystan), w górach Brahui, na wysokości 1792 m.
Przez przełęcz przechodzi do granicy z Afganistanem linia kolejowa i szosa.